# Frans Fiolet
Franciscus Antonius (Frans) Fiolet (Den Haag, 20 juli 1939 – Arnhem, 14 december 2024) was een Nederlands hockeyer.

## Biografie
Fiolet speelde precies vijf jaar in de Nederlandse hockeyploeg. Hij debuteerde op 16 mei 1960 tegen Duitsland en speelde zijn laatste wedstrijd op 17 mei 1965 op 25-jarige leeftijd, eveneens tegen Duitsland. Hij stopte met zijn interlandcarrière, omdat hij zijn buitenlandse werkreizen niet meer met internationaal hockey kon combineren.
De middenvelder (spil) speelde in totaal 47 interlands en maakte deel uit van de selecties die deelnamen aan de Olympische Spelen van 1960 en de Olympische Spelen van 1964. Nederland behaalde hier achtereenvolgens een negende en een gedeelde zevende plaats. Ook maakte Fiolet deel uit van het Oranje-elftal dat in 1962 als eerste Nederlandse hockeyploeg een toer door India maakte.
Tijdens zijn diensttijd speelde hij ook voor het Nederlands militair hockeyteam. In de Nederlandse competitie speelde Fiolet voor HDM in de Overgangsklasse, toentertijd een divisie onder de gewestelijke Eerste Klasse.
Wim de Beer · 
Patrick Buteux van der Kamp · 
Carel Dekker · 
Thom van Dijck · 
Jan-Willem van Erven Dorens · 
Frans Fiolet · 
Jan van Gooswilligen · 
Egbert de Graeff · 
Freddie Hooghiemstra · 
Jaap Leemhuis · 
Gerard Overdijkink · 
Gerrit de Ruiter · 
Theo Terlingen · 
Theo van Vroonhoven · 
Hans Wagener · 
Eddie Zwier · 
Coach: Jan Anjema
Joost Boks · 
Charles Coster van Voorhout · 
John Elffers · 
Frans Fiolet · 
Jan Piet Fokker · 
Jan van Gooswilligen · 
Francis van 't Hooft · 
Arie de Keyzer · 
Leendert Krol · 
Jaap Leemhuis · 
Chris Mijnarends · 
Erik van Rossem · 
Nico Spits · 
Theo Terlingen · 
Jan Veentjer · 
Jaap Voigt · 
Theo van Vroonhoven · 
Frank Zweerts ·
Coach: Piet Bromberg